# Molophilus (Molophilus) ponticus
Molophilus (Molophilus) ponticus is een tweevleugelige uit de familie steltmuggen (Limoniidae). De soort komt voor in het Palearctisch gebied.